# Аманович, Алекса
Алекса Аманович (макед. Алекса Амановиќ; род. 24 октября 1996, Белград) — сербский и северомакедонский футболист, защитник казахстанского клуба «Астана».

## Карьера
Воспитанник футбольной академии белградского «Партизана». Взрослую карьеру начал в 2014 году в низших дивизионах в фарм-клубе «Партизана» — «Телеоптик», затем выступал за «ИМТ Белград».
Рабочая нога — левая, может сыграть на позиции левого и правого защитника.
В начале 2016 года стал игроком сербского клуба «Явор» Иваница, за который провёл 121 матч в высшем (88 игр) и первом (33 игры) дивизионах Сербии.
В феврале 2020 года перешёл из «Явора» в клуб «Тобол» Костанай и подписал контракт до 30 ноября 2021 года.

### Карьера в сборной
Вызывался в молодёжную сборную Северной Македонии (U-21). Сыграл 11 матчей.

## Достижения
«Явор» Иваница
- Финалист Кубка Сербии: 2015/16

«Тобол» Костанай
- Чемпион Казахстана: 2021
- Серебряный призёр чемпионата Казахстана: 2020
- Обладатель Суперкубка Казахстана (2): 2021, 2022

«Астана»
- Обладатель Суперкубка Казахстана: 2023
- Серебряный призёр чемпионата Казахстана: 2023

## Клубная статистика
| Игровая карьера | Игровая карьера  | Игровая карьера | Лига | Лига | Кубки | Кубки | Межд. | Межд. |
| --------------- | ---------------- | --------------- | ---- | ---- | ----- | ----- | ----- | ----- |
| 2020            | Тобол (Костанай) | А               | 18   | 0    | —     | —     | —     | —     |
| 2021            | Тобол (Костанай) | А               | 24   | 3    | 10    | 0     | 4     | 0     |
| 2022            | Тобол (Костанай) | А               | 21   | 1    | —     | —     | 6     | 0     |
| 2023            | Астана           | А               | 23   | 1    | 6     | 1     | 9     | 0     |
| 2024            | Астана           | А               | 17   | 1    | 5     | 0     | 7     | 0     |